# Dårarnas midsommarafton
Dårarnas Midsommarafton er et kassettebånd af den svenske musiker og komponist Errol Norstedt fra 1989.
Kassetten indeholder primært sange, med undtagelse af sketchen "Lundinorganet".
Kassetten indeholder en ny optagelse af sangen "Fröken Höger", hvis original først blev udgivet på kassetten Fräckisar i 1985.
"Jag Smeker Mitt Rövhål" har en alternativ version på kassettebåndet Rockligan fra 1996 ved navn "Jag Kramar Min Kudde" med en seriøs tekst om at savne den, du elsker.
"Lonely Rider" har den alternative titel "Deep Forest", og "Mexico Sundown" har den alternative titel "Sierra Madre" på opsamlingskassetten Compendia Ultima VIII - Två Sidor fra 1998.

## Spor
Side A
1. "Ja, Varje Da'" - 03:59 (Luftwaffe)
2. "Lonely Rider" - 03:49 (Terry Clifton)
3. "Fröken Höger" - 03:11 (Mannfred Willes)
4. "I'm Feeling Fine, Fine" - 03:05 (Blues For Money)
5. "Dom Ljuger" - 03:37 (Eddie Meduza)
6. "Love Me, Baby" - 03:11 (Eddie Meduza)
7. "Nu E' De' Du" - 03:16 (Eddie Meduza)
8. "Fruntimmer - Sampling" - 02:52 (Daniel Bone And The Crackers)
9. "Mexico Sundown" - 03:55 (Terry Clifton)

Side B
1. "Lundinorganet" - 03:09 (Börje Lundin)
2. "Jag Smeker Mitt Rövhål" - 04:18 (Greve von Boegroeff)
3. "Morbrors Ronkeråd" - 03:11 (E. Hitler)
4. "Efraim Barkbits Raping" - 01:50 (Efraim Barkbit)
5. "Grisasången" - 01:50 (E. Hitler)
6. "Ronka Mitt Hode" - 03:21 (Luftwaffe)
7. "Brakskitarna" - 03:46
8. "Hej Vad Det Går" - 02:35 (E. Hitler)
9. "Hugga Huet Av En Höna" - 02:44 (Luftwaffe)
10. "Pretty, Pretty Martina" - 03:38 (Eddie Meduza)

### Sangtitler på dansk
- Ja' Varje Dag - Ja Hver Dag.
- Fröken Höger - Frøken Højre.
- Dom Ljuger - De Lyver.
- Nu E' De' Du - Nu Er Det Dig.
- Fruntimmer - Fruentimmer.
- Lundinorganet - Lundinorglet.
- Jag Smeker Mitt Rövhål - Jeg Kærtegner Mit Røvhul.
- Morbrors Ronkeråd - Morbrors Spilleråd.
- Efraim Barkbits Raping - Efraim Barkbits Bøvsing.
- Grisasången - Grisesangen.
- Ronka Mitt Hode - Spille Mit Hoved.
- Brakskitarna - Bragelorterne
- Hugga Huet Av En Höna - Hakke Hoved Af En Høne.